# Ференц Беркеш
Ференц Беркеш (Berkes Ferenc; нар. 8 серпня 1985, Байя) — угорський шахіст, гросмейстер від 2002 року. 
Восьмиразовий чемпіон Угорщини 2004, 2007, 2010, 2012—2014, 2016, 2018 років. Чемпіон світу серед юніорів до 18 років (2002).
Його рейтинг станом на березень 2020 року  — 2661 (80-те місце у світі, 4-те в Угорщині).

## Шахова кар'єра
Неодноразово здобував медалі на чемпіонаті Угорщини серед юніорів, зокрема чотири золоті: у категоріях: до 12 років (Пакш, 1997), 14 (Пакш, 1999), 16 (Балатонлелле, 2001) і 20 (Пакш, 2002). 2002 року в Іракліоні став чемпіоном світу серед юніорів до 18 років, випередивши Шахріяра Мамед'ярова і Пенталу Харікрішну. Вдруге в кар'єрі на подіум чемпіонату світу серед юніорів став у 2005 році, посівши в Стамбулі 2-ге місце (позаду Шахріяра Мамед'ярова) в категорії до 20 років. У 2004—2010 роках чотири рази виступив у складі національної збірної на шахових олімпіадах (у 2008 році виборов бронзову медаль в особистому заліку на 5-та шахівниця), а у 2003, 2005, 2007 і 2009 роках — на командних чемпіонатах Європи. 2004 року виграв у Будапешті титул чемпіона Угорщини, цей успіх повторивши у 2007 році (після перемоги над Адамом Хорвату у фіналі турніру за олімпійською системою). 2009 року у фінальному турнірі виборов срібну медаль, а у 2010 році — золоту.
Першу перемогу в міжнародному турнірі здобув у 1998 році, на турнірі за швейцарською системою в Сексарді. 2000 року посів 2-ге місце (позаду Теймура Раджабова) на регулярному турнірі First Saturday (FS12 GM) у Будапешті. Кілька місяців по тому, на наступному подібному турнірі (FS04 GM, 2001) поділив 1-ше місце разом з Марком Нарсісо Дубланом. 2003 року поділив 1-ше місце в Гамбурзі (разом із, зокрема, Джонні Гектором) і Оберварті (разом із, зокрема, Семеном Двойрісом). 2004 року був одним з переможців турніру Аерофлот Open в Москві (разом із, зокрема, Крішнаном Сашікіраном, Люком ван Велі, Костянтином Сакаєвим і Олексієм Дрєєвим), переміг на турнірі за круговою системою в Залаегерсегі, а також посів 2-ге місце (позаду Віктора Корчного) в місті Пакш. 2006 року посів 2-ге місце (позаду Бранко Дамляновича) у Фраскаті, поділив 1-ше місце в Харкані (разом із Золтаном Варгою та Іваном Фараго), а також у Зениці (разом із Суатом Аталиком). 2011 року поділив 2-ге місце (позаду Радослава Войташека, разом з Іллєю Сміріним) на Меморіалі Дьордя Маркса в Пакші.
У листопаді 2019 року виступаючи на другій шахівниці показав абсолютно найкращий результат серед усіх шахістів, що брали участь у командному чемпіонаті Європи, що проходив у Батумі.
Найвищий рейтинг Ело в кар'єрі мав станом на 1 вересня 2011 року, досягнувши 2706 очок посідав тоді 41-ше місце в світовому рейтинг-листі ФІДЕ, одночасно посідаючи 3-тє місце (позаду Петера Леко і Золтана Алмаші) серед угорських шахістів.

## Зміни рейтингу
| На цьому місці має відображатися графік чи діаграма, однак з технічних причин його відображення наразі вимкнено. Будь ласка, не видаляйте код, який викликає це повідомлення. Розробники вже працюють для того, щоби відновити штатне функціонування цього графіка або діаграми. | |
| | На цьому місці має відображатися графік чи діаграма, однак з технічних причин його відображення наразі вимкнено. Будь ласка, не видаляйте код, який викликає це повідомлення. Розробники вже працюють для того, щоби відновити штатне функціонування цього графіка або діаграми. |